# Penzance Bay

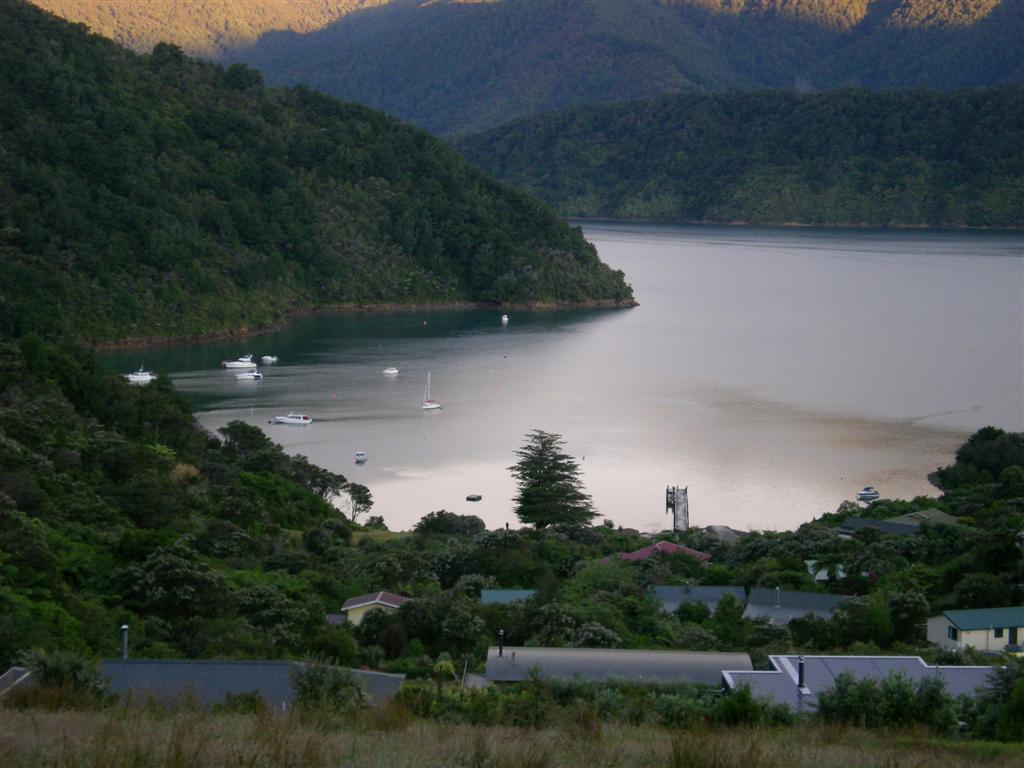
Penzance Bay von einem oberhalb gelegenen Wanderweg aus gesehen, Dezember 2007

Penzance Bay ist eine bekannte Bucht am Tennyson Inlet in den Marlborough Sounds in Neuseeland. Der Tennyson Inlet ist ein Arm des Pelorus Sound / Te Hoiere. Die Bucht befindet sich unmittelbar nördlich der Tuna Bay, die beide über die gleiche Straße, die Archers Road, erreicht werden können. Sie liegt etwa 75 Autominuten von der Stadt Nelson entfernt.
Das Gebiet der Penzance Bay ist dünn besiedelt. Es gibt wenige ständige Bewohner und sonst meist nur Ferienhütten („Baches“) und Ferienhäuser.
Die Bucht hat einen Kiesstrand, was für die felsigen Meerengen der Gegend ungewöhnlich ist. Sie ist daher als sicherer Badestrand bekannt. Da sie eine Bootsrampe und einen großen Kai besitzt, ist die Penzance Bay bei Sportbootfahrern und Anglern beliebt.
Es gibt Wanderwege, die mehrere benachbarte Buchten untereinander verbinden, so die Duncan Bay und die Elaine Bay. Penzance Bay ist von Wald umgeben, von dem sich große Teile noch im ursprünglichen Zustand befinden. Dieser  Wald beherbergt  zahlreiche Arten von Südbuchen (Nothofagus), Koniferen und Epiphyten. Im Frühsommer blühen große Mengen der am Boden lebenden Orchidee Pterostylis banksii an den Wanderwegen. Der Maori-Name für diese Orchidee ist tutukiwi, was übersetzt Kiwischnabel bedeutet.

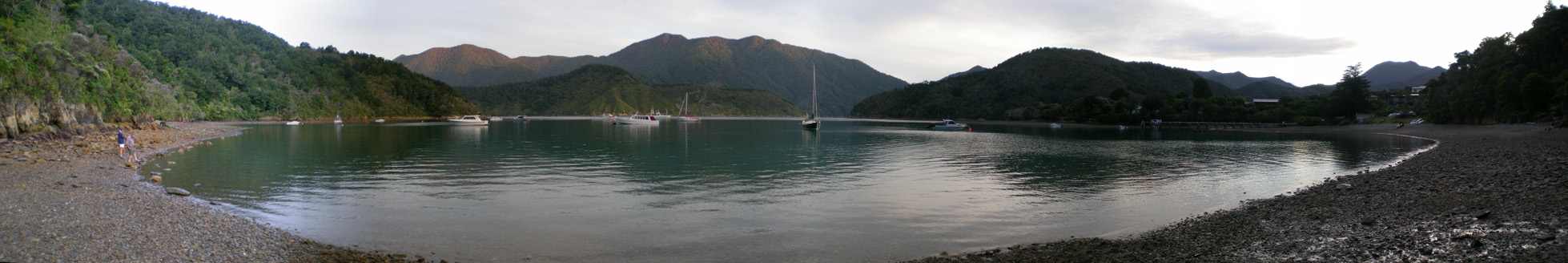
Panoramaaufnahme der Penzance Bay vom Strand, Dez. 2007

Koordinaten: 41° 5′ 15″ S, 173° 45′ 59″ O